# Polaridad (gramática)
En lingüística, la polaridad se refiere a la presencia o ausencia de ciertas partículas gramaticales que realizan la negación.
La polaridad de una oración enunciativa puede ser positiva o negativa. Frecuentemente la presencia de una negación implica alguna forma de concordancia o cambio adicional en la oración. Como en los ejemplos siguientes:
(1a) ¡Ven!
(1b) ¡No vengas! / (= ¡*No ven!)
En (1a) la primera forma es correcta, pero con polaridad negativa el verbo requiere pasar de una forma de imperativo a una forma de subjuntivo, tal como se observa en (1b).
En inglés también existe un fenómeno asociado a la forma de pronombre indefinido según la polaridad:
(2a) I want something from you
(2b) I do not want anything from you / (= *I do not want something from you)

## Expresión de la polaridad
Lo más frecuente en las lenguas del mundo es que la polaridad sea expresada por una partícula negativa independiente, generalmente adyacente al verbo, que sintácticamente se analiza como el núcleo sintáctico de un sintagma negacional.
En algunas lenguas la negación se expresa conjuntamente con la inflexión de tiempo, por ejemplo algunas lenguas africanas (lenguas mandé y  wolof) poseen auxiliares diferentes para expresar la polaridad negativa o la polaridad positiva.
Menos frecuente es el caso de una conjugación especial para las formas negativas, como sucede en las lenguas urálicas en las que existe un modo negativo especial.

## Concordancia de polaridad
Las lenguas románicas poseen concordancia de polaridad, lo cual significa que si el verbo principal está negado, entonces otros indefinidos requieren la aparición de términos de polaridad negativa (lo cual a veces se califica de "doble negación", aunque es sólo aparente, ya que una doble genuina equivale a una afirmación, de acuerdo con la máxima escolástica duplex negatio affirmat). Esto contrasta con las lenguas germánicas donde sólo puede aparecer un elemento negativo por oración simple. Para ilustrar esa diferencia se consideran una serie de oraciones del español y se compara las correspondientes traducciones en alemán:
(1) ¡No se lo digas a nadie = Sag es niemandem
(2) Nunca me ha regalado nada = Er hat mir nie etwas geschenkt.
(3)  No lo he encontrado en ningún sitio = Ich habe es nirgendwo gefunden
Donde se puede observar que el alemán sólo usa un elemento negativo por oración (marcado en negrita: niemandem 'nadie', nie 'nunca', nirgendwo 'ningún sitio'), situación que es similar a la que se tiene en inglés estándar.
Un hecho interesante es que la concordancia de polaridad puede darse en oraciones compuestas coordinadas:
(4) Hoy he trabajado hasta tarde, mañana también haré lo mismo
(5) Hoy no he ido a trabajar, mañana tampoco iré
(6) *Hoy no he ido a trabajar, mañana también no iré
La oración (6) es incorrecta porque el par también tiene polaridad positiva y sólo puede aparecer tampoco.